# صموئيل هور
صموئيل هور هو محامي وسياسي أمريكي، ولد في 18 مايو 1778 في لينكولن في الولايات المتحدة، وتوفي في 2 نوفمبر 1856 في كونكورد في الولايات المتحدة. نشط حزبياً في الحزب الجمهوري. وقد انتخب عضو مجلس ولاية ماساتشوستس ‏ وانتخب عضو مجلس نواب ماساتشوستس ‏ وانتخب عضو مجلس النواب الأمريكي ‏.